# Restitutio in integrum
Restitutio in integrum v právu označuje uvedení v předchozí stav. Touto restitucí se především napravují způsobené škody a zamezuje se dalšímu pokračování nechtěného negativního právního stavu.

## Římské právo
Svůj původ má v právu římském, kde šlo o jeden z mimořádných prostředků, kterými praetor pomáhal napravovat příliš tvrdé důsledky přísného ius civile. Pomocí svého imperia normu civilního práva pro daný případ zneplatnil a obnovil dřívější právní stav, jakoby k žádným právním následkům díky určitému právnímu jednání nebo události nedošlo. Činil tak ovšem jen na žádost, která musela být podána do jednoho roku, a po osobním prošetření okolností (causae cognitio), přičemž malichernostmi se vůbec nezabýval (zásada minima non curat praetor). Pro jeho zásah se vyžadovalo, aby způsobená škoda byla závažná, aby nemohla být napravena jinak a aby šlo buď o případ nezkušenosti nezletilce, důsledek omluvitelné nepřítomnosti poškozeného (např. zajetí) nebo kapitisdeminuce. Někdy se restituce připouštěla i v případě podvodu, donucení násilím nebo podstatného omylu (error essentialis) týkajícího se předmětu či povahy právního jednání nebo jednající osoby. Vyloučena pak byla naopak vždy např. u propuštění otroka nebo proti rodičům či patronovi poškozeného.

## České právo
V českém právu lze žádat navrácení v předešlý stav např. v posesorní žalobě nebo v případě nechtěného nepřikázaného jednatelství. Princip restituce in integrum je zásadní hlavně u náhrady škody, kde nicméně nejde o změnu právního stavu zpět, ale jen o tzv. naturální restituci, navrácení stavu majetku do doby před jeho poškozením. Přednost tohoto způsobu náhrady vyplývala už z ustanovení § 1323 obecného zákoníku občanského: „Aby byla nahrazena způsobená škoda, musí býti vše uvedeno v předešlý stav, nebo, není-li to možno, nahrazena odhadní cena.“ To zůstalo zachováno i v ustanovení § 354 občanského zákoníku z roku 1950, stejně jako v původním znění občanského zákoníku z roku 1964, který až po zásadní novelizaci s účinností od roku 1992 stanovil v § 442 odst. 2 prioritu tzv. relutární (peněžní) náhrady: „Škoda se hradí v penězích; požádá-li však o to poškozený a je-li to možné a účelné, hradí se škoda uvedením do předešlého stavu.” Návrat k tradici přednosti naturální restituce znamená ustanovení § 2951 odst. 1 občanského zákoníku z roku 2012: „Škoda se nahrazuje uvedením do předešlého stavu. Není-li to dobře možné, anebo žádá-li to poškozený, hradí se škoda v penězích.”